# Midwest City
Midwest City – miasto w Stanach Zjednoczonych, w stanie Oklahoma, w hrabstwie Oklahoma. Według danych z 2023 roku liczy 58,1 tys. mieszkańców. Należy do obszaru metropolitalnego Oklahoma City.

## Demografia
Według danych pięcioletnich z 2022 roku, 60,7% mieszkańców Midwest City stanowiła ludność biała (58% nie licząc Latynosów), 22,5% to czarnoskórzy Amerykanie lub Afroamerykanie, 10,5% było rasy mieszanej, 2,6% to rdzenna ludność Ameryki, 1,5% to Azjaci i 0,02% pochodziło z wysp Pacyfiku. Latynosi stanowią 7,2% ludności miasta. 3,5% mieszkańców urodziło się poza granicami Stanów Zjednoczonych.